# Zuzana Šulajová
Zuzana Šulajová (o Zuzana Šulaj, pronunciación: shoo-lah-yo-vah) (nacida el 14 de julio de 1978 en Martin, Checoslovaquia) es una actriz de teatro, televisión y cine eslovaca.

## Biografía
Zuzana Šulajová es hija del escritor y pedagogo Ondřej Šulaj y de la actriz Anna Šulajová. Ella es fotógrafa y actriz. Estudió fotografía en la Academia de Artes, Arquitectura y Diseño de Praga) de Praga. Su hermana Katarína Šulajová es directora.

## Filmografía
- Príbehy obycejného sílenství (2005) .... Jana
- O dve slabiky pozadu (2004) .... Zuzana
- Zpráva o putování studentů Petra a Jakuba (2000) .... Eva
- Powers (2000)
- Záhrada (1995) .... Helena[2]
- Tichá radosť (1985) .... Katka Galová[3]